# Etayo
Etayo (baskisch Etaiu) ist ein nordspanisches Dorf und eine Gemeinde (municipio) mit 70 Einwohnern (Stand: 2024) im Süden der Autonomen Gemeinschaft Navarra. Neben dem namensgebenden Hauptort Etayo gehört die Ortschaft Learza zur Gemeinde.

## Lage und Klima
Etayo liegt gut 48 km (Fahrtstrecke) westsüdwestlich von Pamplona bzw. ca. 38 km nordöstlich von Logroño in einer Höhe von ca. 505 m. Der Fluss Ega begrenzt die Gemeinden im äußersten Norden. Das Klima ist gemäßigt bis warm; Regen (604 mm/Jahr) fällt überwiegend im Winterhalbjahr.

## Bevölkerungsentwicklung
| Jahr      | 1970 | 1981 | 1991 | 2001 | 2011 | 2021 |
| Einwohner | 145  | 103  | 90   | 91   | 73   | 65   |

## Sehenswürdigkeiten
- Kirche Mariä Himmelfahrt in Etayo
- Andreaskirche in Learza
- Christopheruskapelle

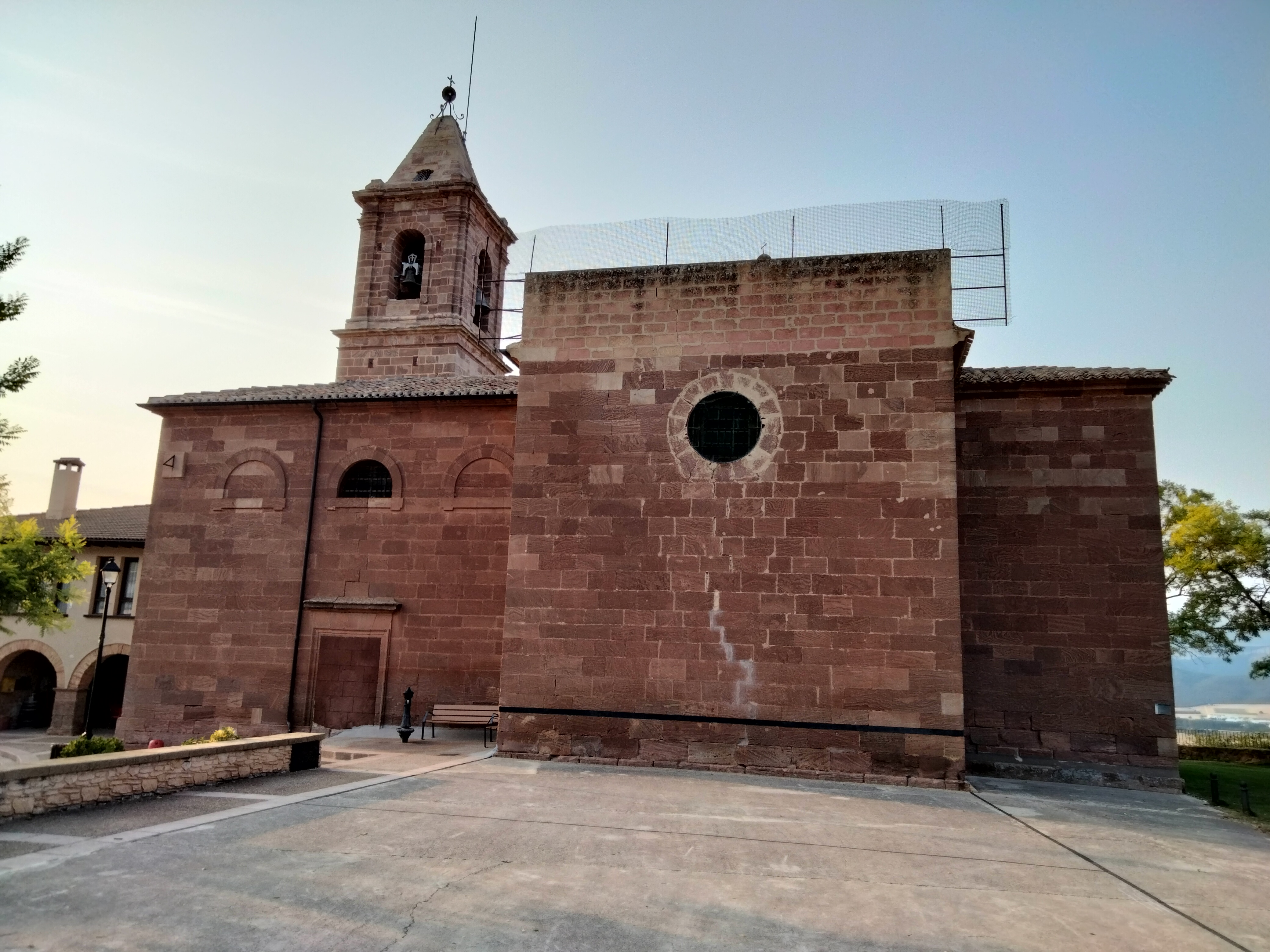
Kirche Mariä Himmelfahrt
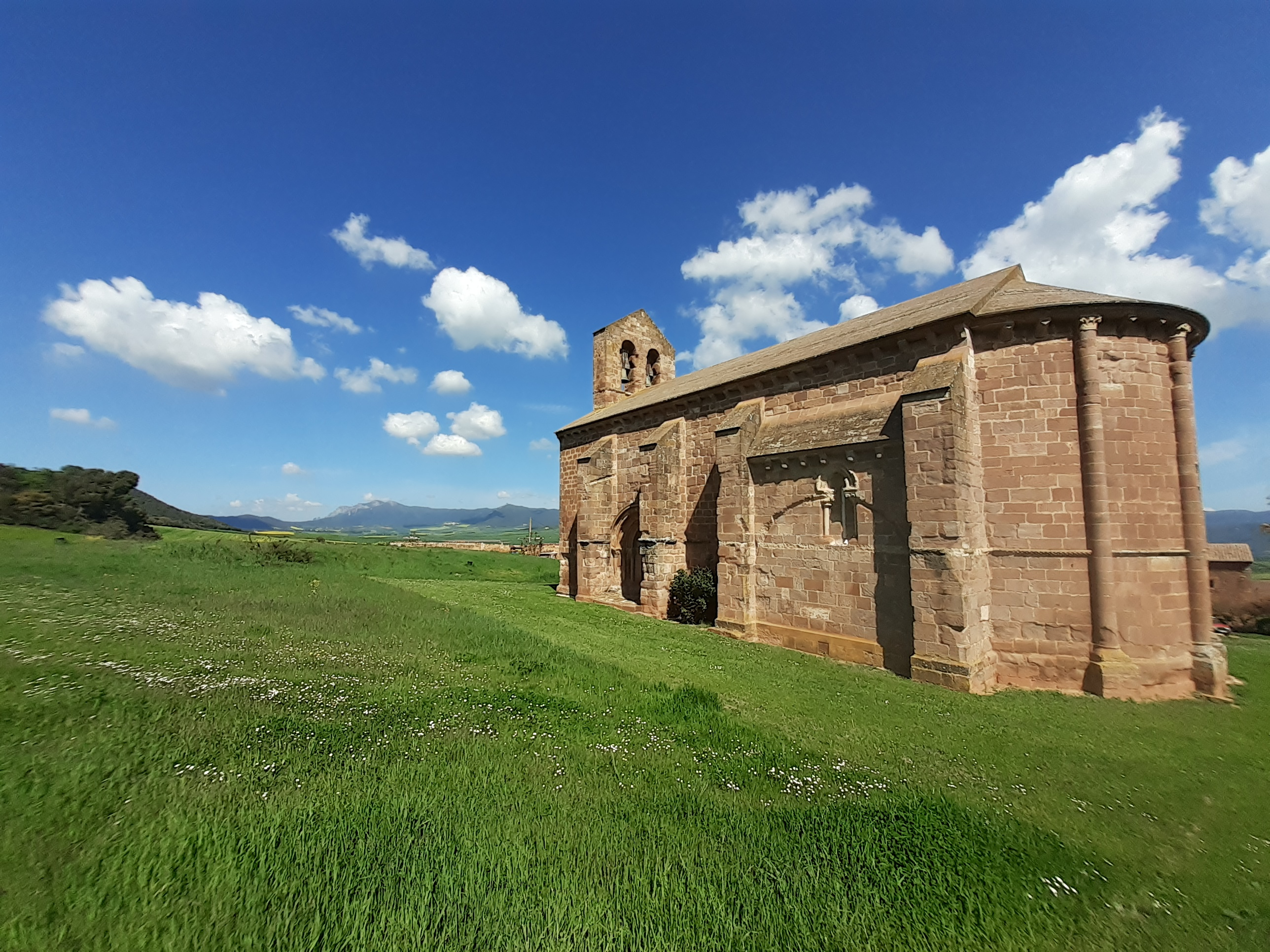
Andreaskirche
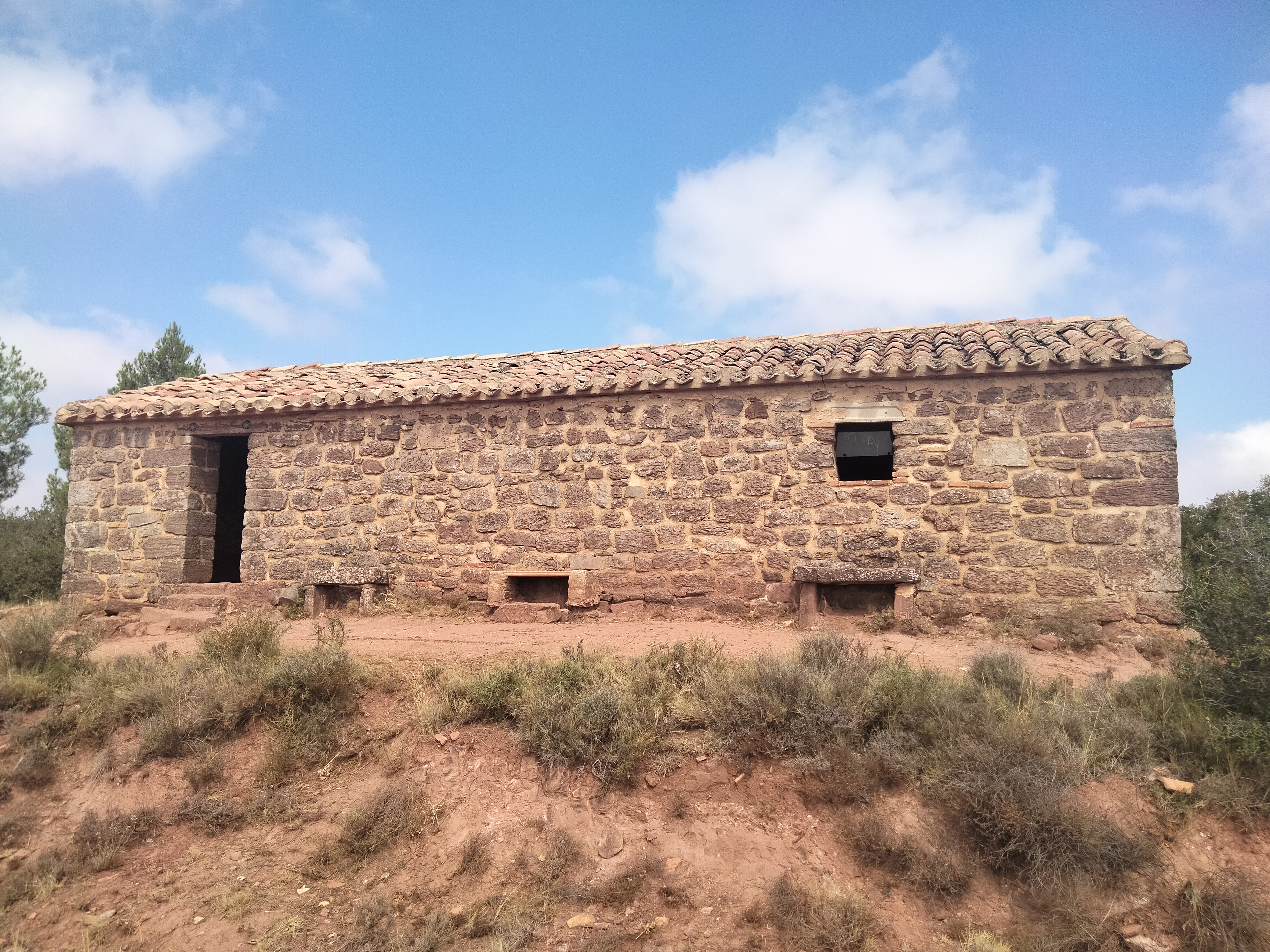
Christopheruskapelle